# Stazione di Pozzuoli
La stazione di Pozzuoli è una stazione ferroviaria in costruzione posta lungo la ferrovia Cumana, a servizio della città di Pozzuoli. Sarà situata in via Nicola Fasano.

## Storia
La stazione sostituirà il precedente impianto del 1889 situato nel centro storico di Pozzuoli, in via Antonio Maria Gaspare Sacchini, dismessa assieme al vecchio tracciato a binario unico tra le stazioni di Gerolomini e Arco Felice per consentire il raddoppio della linea.
I lavori di costruzione della stazione sono stati avviati il 15 marzo 2021 con l'abbattimento di Villa Maria, per far posto alla realizzazione del nuovo fabbricato viaggiatori. In seguito a ciò, la vicina stazione di Cantieri è stata dismessa il 3 ottobre 2022. La conclusione dei lavori e l'apertura della stazione è prevista nel corso del 2025.